# Ківара
Ківа́ра (рос. Кивара) — річка у Воткінському районі Удмуртії, Росія, права притока Сіви.
Починається на півночі району, в урочищі Золотушинському. Протікає на південний схід, нижня течія спрямована на південь. Впадає до Сіви нижче села Велика Ківара. Похил річки становить 5,1 м/км.
Русло нешироке, у верхній течії пересихає, в середній місцями заболочене. В селі Кельчино збудовано став. Приймає декілька дрібних приток.
Над річкою розташовані села Кельчино та Велика Ківара.